# Idaea praecisa
Idaea praecisa là một loài bướm đêm trong họ Geometridae.